# Реставрация на Бурбоните
Вижте пояснителната страница за други значения на Реставрация.
Реставрацията на Бурбоните се случва в периода между управленията на Първата френска империя при Наполеон Бонапарт (1804 – 1814/1815) и установяването на Юлската монархия (1830), като цели да върне статуквото отпреди Френската революция .
Става възможна в резултат на победата на роялисткия съюз във Войната на Шестата коалиция и просъществува от (около) 6 април 1814 до народните бунтове на Юлската революция от 1830 г. Изключва се периодът на Стоте дни, от март до юни 1815, когато Наполеон се завръща от изгнанието си на остров Елба, възползва се от непопулярността на Бурбоните и е възстановен като император на Франция, а кралското семейство се вижда принудено да избяга от Париж в Гент. Впоследствие, в битката при Ватерло, Бонапарт е отново победен и този път окончателно отстранен, чрез заточение на остров Света Елена.
С Реставрацията, крал на Кралство Франция става Луи XVIII, наричан дотогава Претендент на Бурбоните. Новият режим на Бурбоните е конституционна монархия, за разлика от абсолютизма на Стария ред. Конституцията е известна под името Хартата от 1814 г. В нея френските граждани са представени като равни пред закона, но тя запазва значителните прерогативи на краля и аристокрацията. Периодът се характеризира с остра консервативна реакция и нестихващи прояви на гражданско неподчинение и безредици. Отново се засилва и влиянието на Римокатолическата църква.
Луи XVIII е върховен глава на държавата. Той командва сухопътните и военноморските сили, обявява война, сключва мирни договори, съюзи и търговски договори, назначава хората на всички постове в публичната администрация и издава необходимите регулации и наредби за изпълнението на законите и сигурността на държавата. При управлението му преобладава центристката политика.
Луи е относително либерален монарх. След смъртта си през септември 1824, той е наследен от брат си Шарл X, който налага по-консервативна форма на управление. Неговите ултра-реакционни закони включват „Закон против светотатството“ (1825 – 1830) и водят до спад в популярността му. Кралят и неговите министри се опитват да манипулират изхода от общите избори през 1830 чрез Юлски наредби. В отговор на опита на Шарл за преврат, избухват бунтове. Към 2 август 1830, Шарл  вече е напуснал Париж и е абдикирал в полза на големия си син Анри, дук дьо Бордо, за няколко дни - до 9 август, когато Камара на депутатите провъзгласява Луи Филип Орлеански, който е управлявал Франция като регент, за крал на Франция, възвестявайки по този начин Юлската монархия.